# Esterházy-kastély (Pápa)

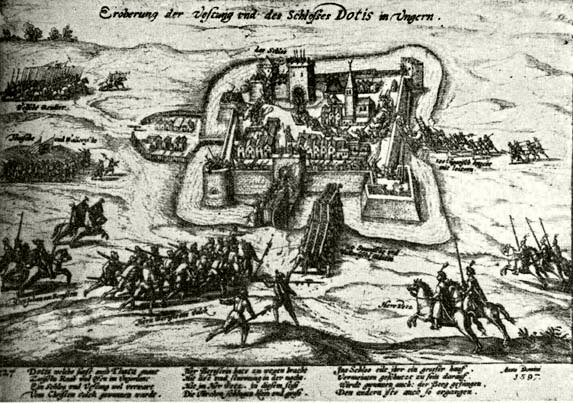
Pápa 1597-ben

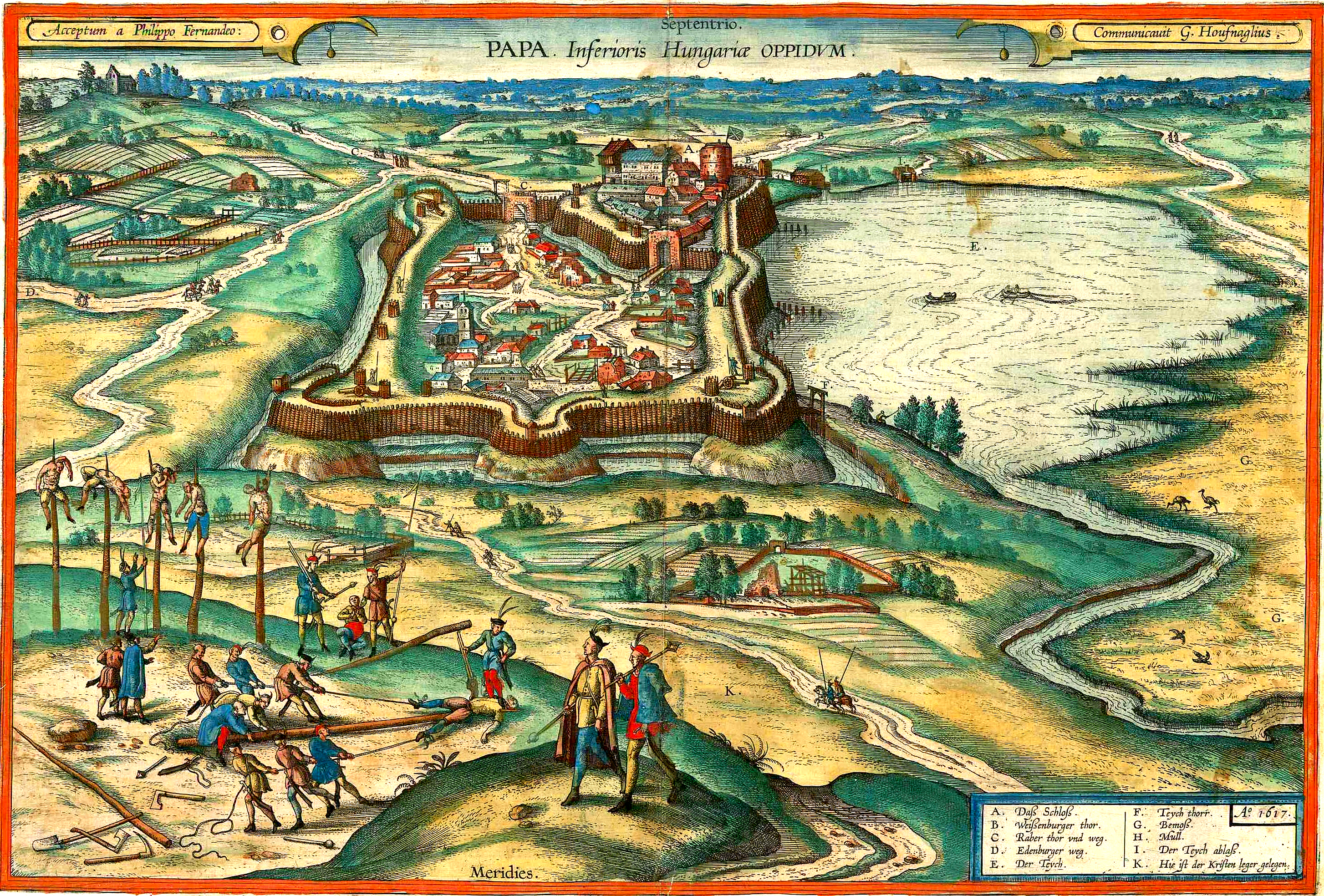
Pápa 1617-ben

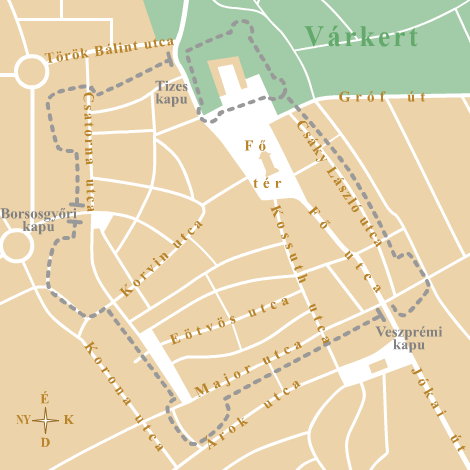
Az egykori városi erődrendszer a mai városszerkezetben

Az Esterházy-kastély Pápán, a városközpontban, a Fő téren, a Nagytemplom mögött található. A barokk kastély és az egykori erődítményrendszer fontos szerepet töltött be a város történelmében, fejlődésében. Megújulva ismételten kiemelt idegenforgalmi vonzerőt ad a városnak.

## Építése
A pápai Esterházy-kastély épületének előzménye a Garaiak által a 15. század első felében emelt vár állt (részben) a helyén. Az első feljegyzett török támadás 1529-ben érte Pápát és a környékbeli falvakat a Bécs felé menetelő hadak részéről, azonban nem kizárt – bár erről írásos emlék nem maradt fenn –, hogy portyázó csapatok már az 1526-os dúláskor elérték a várost, és minden bizonnyal az 1532-es hadjárat sem kerülte el. Valószínűleg ekkor épült ki az első gyenge földsánc a város körül. A várat a török uralom alatt tovább építették. A pápai uradalom 1626-ban lett az Esterházyaké. Ebben az időben tűzvész pusztított a városban, amely jelentős mértékben megrongálta a várkastélyt (és a templomot is.) 1704-ben a helyőrség Rákóczi mellé állt, 1707-ben pedig császári hadak szállták meg, később pusztulni kezdett.
Esterházy Ferenc a 18. század közepén lett Pápa ura, 1743-ban monumentális rezidenciát terveztetett Franz Anton Pilgrammal a védelmi funkcióját elveszítő vár helyére. Halála után Fellner Jakab, majd miután ő is elhunyt, Grossmann József folytatta a munkát. A vizesárokkal körbevett épület látványtervét őrzi a kastély Nádor-termének falát díszítő falkép. Ez az elképzelés végül nem valósult meg teljes egészében, ugyanis a pápai birtokot megöröklő Eszterházy Károly figyelmét inkább egyházi építkezései kötötték le. A barokk kastély építése csak az 1784-ben fejeződött be, miközben a kivitelezési munkálatokat a kor jeles mesterei – Grossmann József mellett Fellner Jakab – vezették.
1945-től 1959-ig a szovjet hadsereg használta, Sajnos ebben az időszakban nemcsak az épületben keletkeztek jelentős károk, de megsemmisült illetve eltűnt szinte a teljes belső berendezés is. Az ezt követő időszakban a városi könyvtár, a zeneiskola, a művelődési ház és az helytörténeti múzeum volt a kastély „lakója”. Az 1960-as évek közepén a külső homlokzatot renoválták, majd a kastélykápolna 1990-es helyreállítását, amely a barokk falfestményt is magába foglalta az Europa Nostra-díjjal honorálták. Időközben a belső terek olyan állapotba kerültek, hogy egy az 1996-ban elvégzett vizsgálat megállapította, életveszélyt jelentenek a látogatókra. A főépület felújítására több ütemben 1988 és 2015 között került sor. Melléképülete, a váristálló még nem újult meg.

## Az épület építészeti kialakítása

### A kastély főépülete
Az egyemeletes barokk kastély a versailles-i kastélytípusba tartozik. Az épület parkra néző főszárnya íves oromzattal záruló középrizalittal és sarokrizalittal tagolt. Az oromzaton látható az Esterházy-címert. A két szárny manzárdtetős sarokrizalitokkal végződik. Az épületegyüttes középső szárnyában lettek kialakítva a reprezentációs helyiségek, míg az oldalszárnyakban lévő vendéglakosztályok mellett a nyugati szárnyban volt a tulajdonos magánlakosztálya, míg a keletiben kapott helyet a kastélykápolna, melynek falait Joseph Ignaz Mildorfer freskói díszítik. Jellegzetes az épület sávos vakolattal díszített homlokzata. A kastély külső formájában építése óta jelentős változás nem következett be. A belső tereket az 1860-as években Esterházy Pál újíttatta fel, ekkor épült az Ősök csarnoka és a Nádor-terem, a díszterem. Itt látható ma az a festmény, amely Pápát az 1700-as évek közepén ábrázolja. A Nádor-terem jellegzetes barokk berendezésével, intarziás parkettájával, barokk kályhájával érzékelteti, milyen lehetett a kastély korábbi állapotában. A múzeumban több korabeli bútort, festményt, használati tárgyat őriznek, de ezek többsége nem a kastélyból származik, később került ide. A Krisztus mennybemenetelét ábrázoló freskót Johann Ignaz Mildorfer, a Bécsi Képzőművészeti Akadémia tanára készítette, 1750 körül. A lapos kupolát tartó boltívek ívháromszögében angyalfigurák tartják Jézus szenvedésének relikviáit: a töviskoszorút, a kalapácsot a szegekkel, a lándzsát és a kelyhet. A párkány fölött emelkedik föl a feltámadt Jézus angyalseregtől körülvéve a Szentháromság másik két személyéhez.
2015-től itt található a főúri enteriőrt bemutató kiállítás, ahol a grófi kastély életének képviselői segítségével bepillantást nyerhetünk a barokk főúri élet hétköznapjaiba.

### Kastélykápolna
A keleti szárny végében nyolcszögletű kápolna kapott helyet, kompozit pilasztertagolással, háromrészes, fogazott főpárkánnyal. A nyílások felett törtvonalú szemöldök húzódik. A kápolna kifestése a kutatás mai állása szerint Joseph Ignaz Mildorfer műve, 1754-ből. A csegelyeken a Passió eszközeit tartó angyalok, a kupolán Jézus Krisztus mennybemenetele látható. A kápolna 1945-től zárva volt, majd 2015-től ismételten az építtető és mélyen hívő Esterházy család szándékai szerinti megszentelt hely, ahol katolikus miséket, esküvőket és keresztelőket lehet tartani.

### A lépcsőház
Az előcsarnokba belépve a barokk pompájú, kőkorláttal és stukkós mennyezettel pompázó lépcsőházba jutunk, amelyet gyakran hasonlítanak a pozsonyi Nyáry-palota híres lépcsőházához. Ezen át érhetünk fel az emeletre.

### Kerítés és kapuoroszlánok
Az 1860-as években történt átépítés során állították fel a Párizsból hozatott kastélykaput. A díszudvaron állnak az 1790-es évekből származó kapuőrző, címertartó oroszlánszobrok. A kerítés megsemmisült, a kapunak is nyoma veszett 1945-ben.

### Várkert
Az Esterházy-kastély, a pápaiak által csak Várkertnek emlegetett parkja kiterjedt zöldfelületként övezi az épületet. A második világháború előtt óriási volt, a mainál többszörösen nagyobb, jórészt vadaspark, amelybe a köznép jobbára nem tehette be a lábát. A háború után aztán fejszéstől jöttek ide az addig kirekesztettek, irtani való erdőnek nézve azt, ami ekkor már nem a grófé volt, s így a magukét pusztították.
A faritkaságokban, ősplatánokban bővelkedő Várkertet Evlija Cselebi, a híres török világutazó írásában Irem kertjéhez hasonló gyönyörű kertnek nevezi.
A park megcsonkítva, majd a közelmúltban helyreállítva is szép, a megmaradt ősfák sok ölnyi kerületű törzse, irdatlan ágkarjai, a juharok, kőrisek, gesztenyék, sajmeggyek, vörösfenyők, bükkök.

### Váristálló és kocsiszín
A kastélytól keletre, arra merőlegesen helyezkedik el a szintén Grossmann József tervezte istálló (jobb oldalon) és kocsiszín (bal oldalon) épülete. A sarokrizalitos építmény középső részén vízszintes vakolatsávozás, falfülkéiben ovális alakú nyílások (részben átalakítva), középen pillérek keretezte, váll- és záróköves, félkörzáródású, kőkeretes kapu áll. A sarokrizalitokat falsávok tagolják, közöttük egyenes záródású, szalagkeretes ablakok. Az épületet 1980–81-ben Varga István tervei szerint szállóvá alakították, ám középső része ma is őrzi eredeti formáját: négy dór pilléren nyugvó hevederes csehsüvegboltozatos tér. A rizalitokon manzárd-, középen nyeregtető, cserépfedés.
Az istálló-kocsiszín előtt jobb és bal oldalon őrségházak állnak. Három-, illetve kéttengelyes homlokzatukat falsávok tagolják, háromrészes főpárkány zárja. Az egyenes záródású, szalagkeretes, könyöklős ablakok alatt faltükör, felettük táblázat van. Manzárdtető, cserépfedés, ovális padlástéri ablakok, lakóházakká alakítva. A közelmúltban zajlott felújítás ezeket nem érintette.

## Felújítása

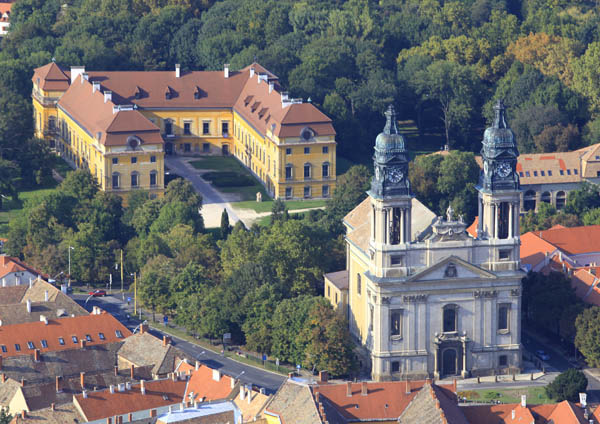
A kastély egykori sárga homlokzatával

Az építést követően a belső terek tekintetében az 1860-as években lezajlott felújítás és építés volt jelentős. A világháborút követően a berendezési tárgyak eltűntek, az épület állaga a más célú használat és karbantartás hiányában erősen leromlott.
Az első jelentősebb beavatkozásra 40 évet kellett várni. 1988-89-ben újították fel az egykori kápolnát, 1999 és 2003 között a tetőszerkezetet, 2011-ben 960 m²-en a főúri enteriőrt újították fel. 2015. április 17-én átadták a pince és a padlás kivételével megújult helyiségeket, mintegy 3600 négyzetméteren. Elkészültek a tárlatoknak helyet adó kiállítótermek, a marionett-bábszínház, a moziterem, a kávéház, a kiszolgáló helyiségek, valamint a rendezvénytermek kialakítása, berendezése. Az építési engedélyben a műemlékvédelmi hatóság előírta az épület kutatását, amit festőrestaurátorok és régészek végeztek el. Ezek során előkerültek bemutatásra érdemes leletek, például 19. századi fal- és mennyezetfestések. Ez a munka kissé kitolta az eredetileg tervezett határidőt, és több pénzt igényelt, amit pályázaton egészített ki a város.
Az addig elvégzett beruházás költsége hárommilliárd forint volt.

## Jövőbeni tervek
Hátra van még  a váristálló és az őrházak felújítása, újraépítése, a Tapolca medrének revitalizálása.

## Galéria

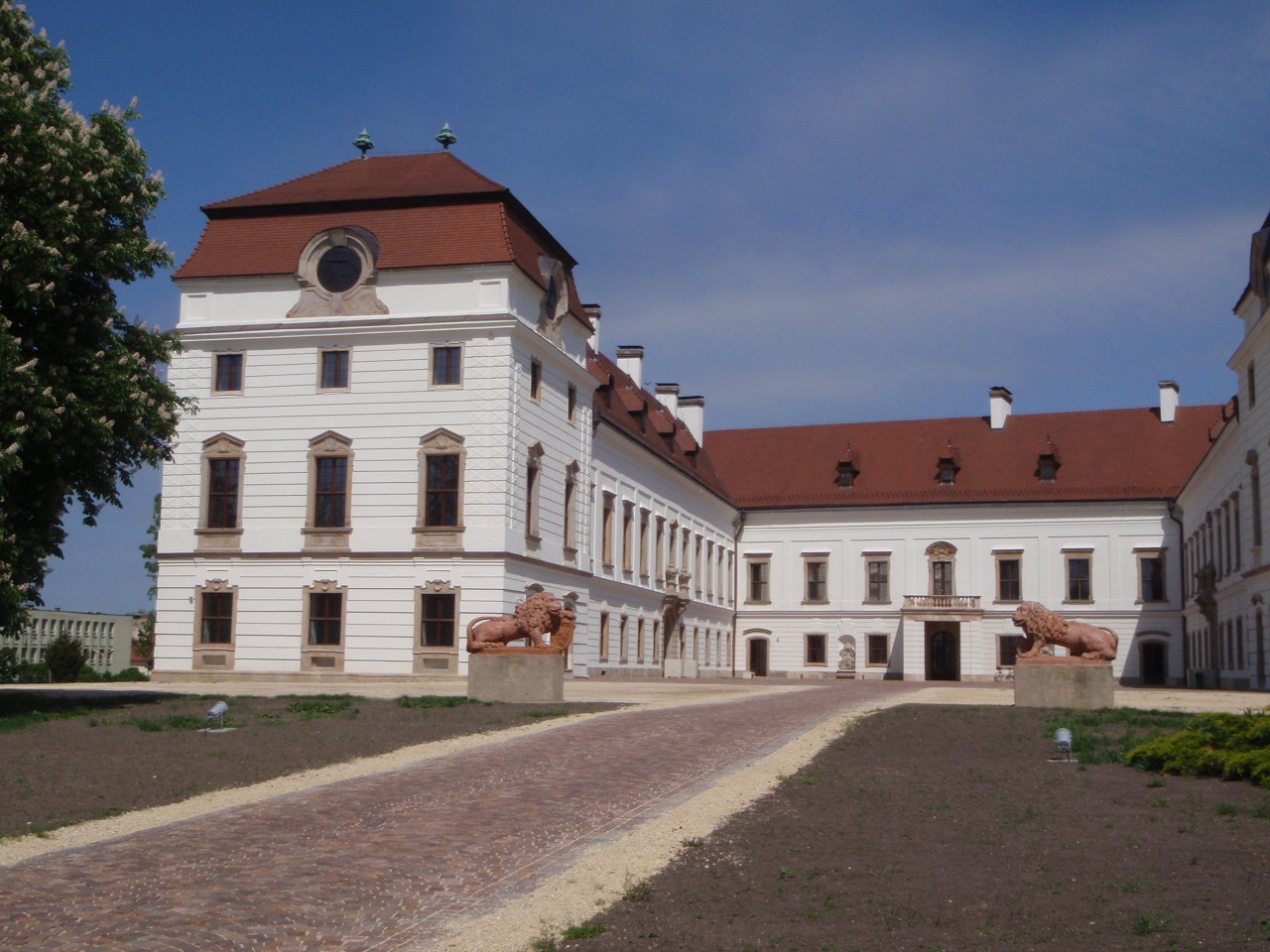
Fő tér felől a nyugati szárny
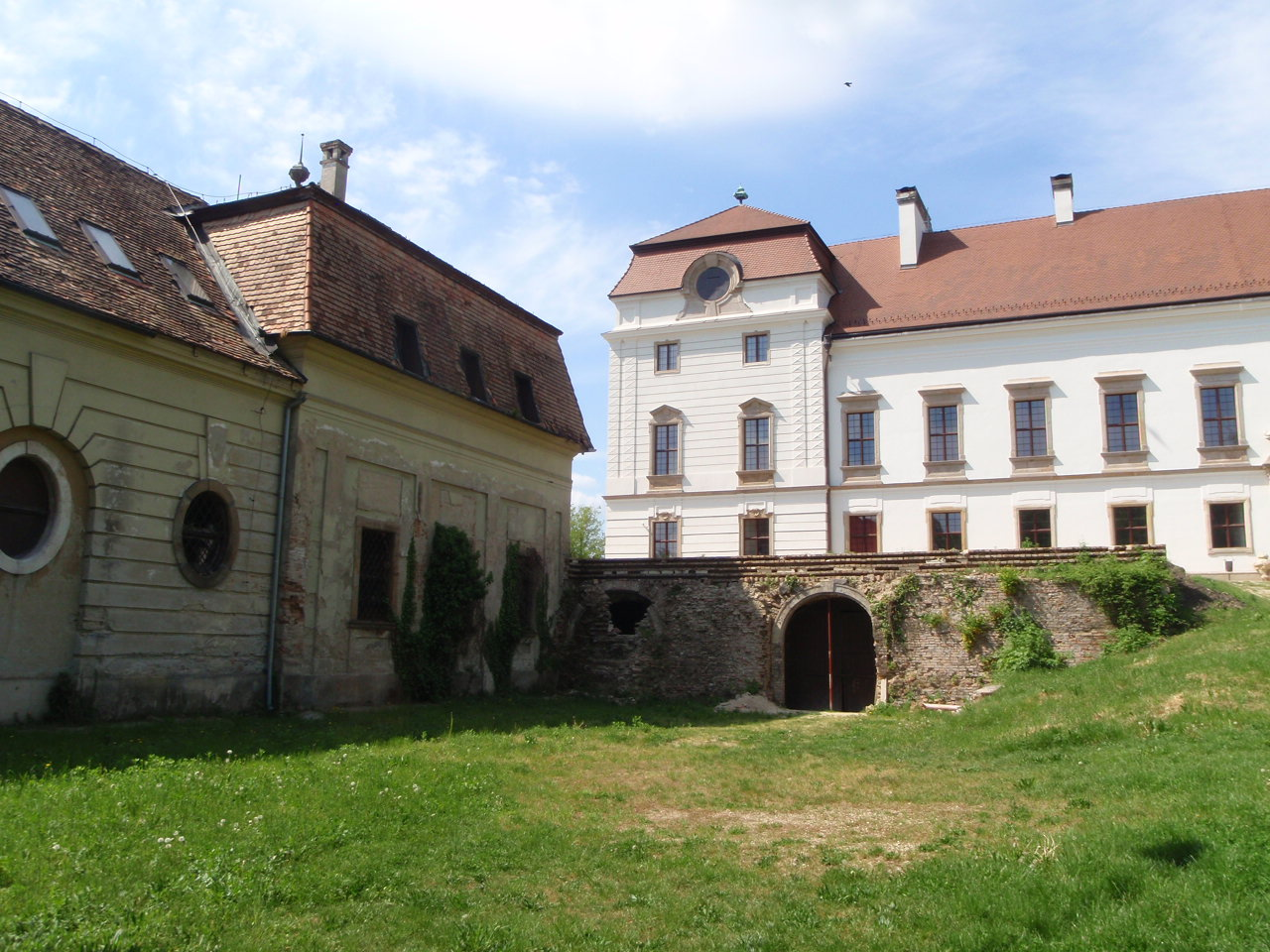
Keleti szárny a váristállóval
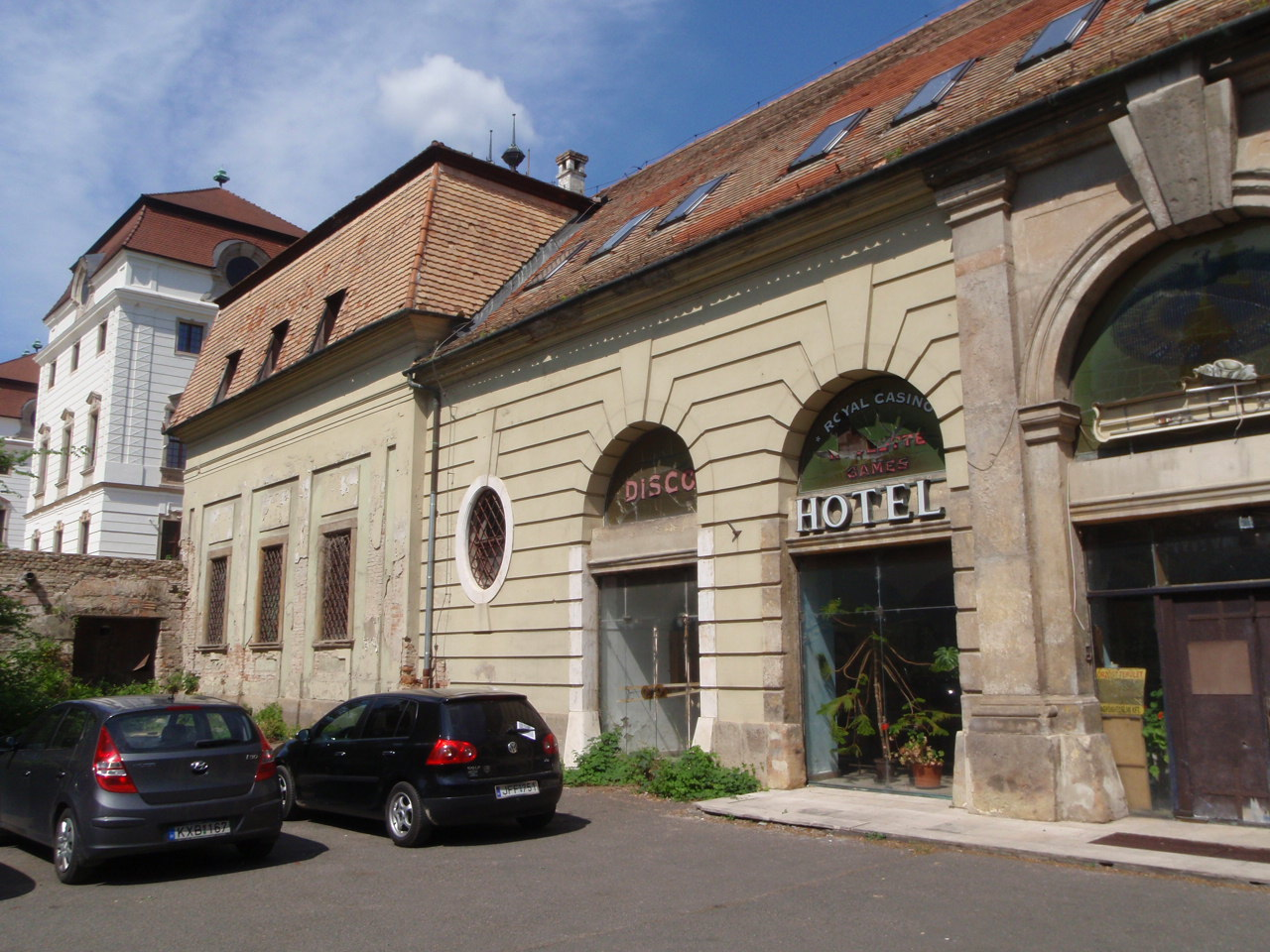
Váristálló és kocsiszín
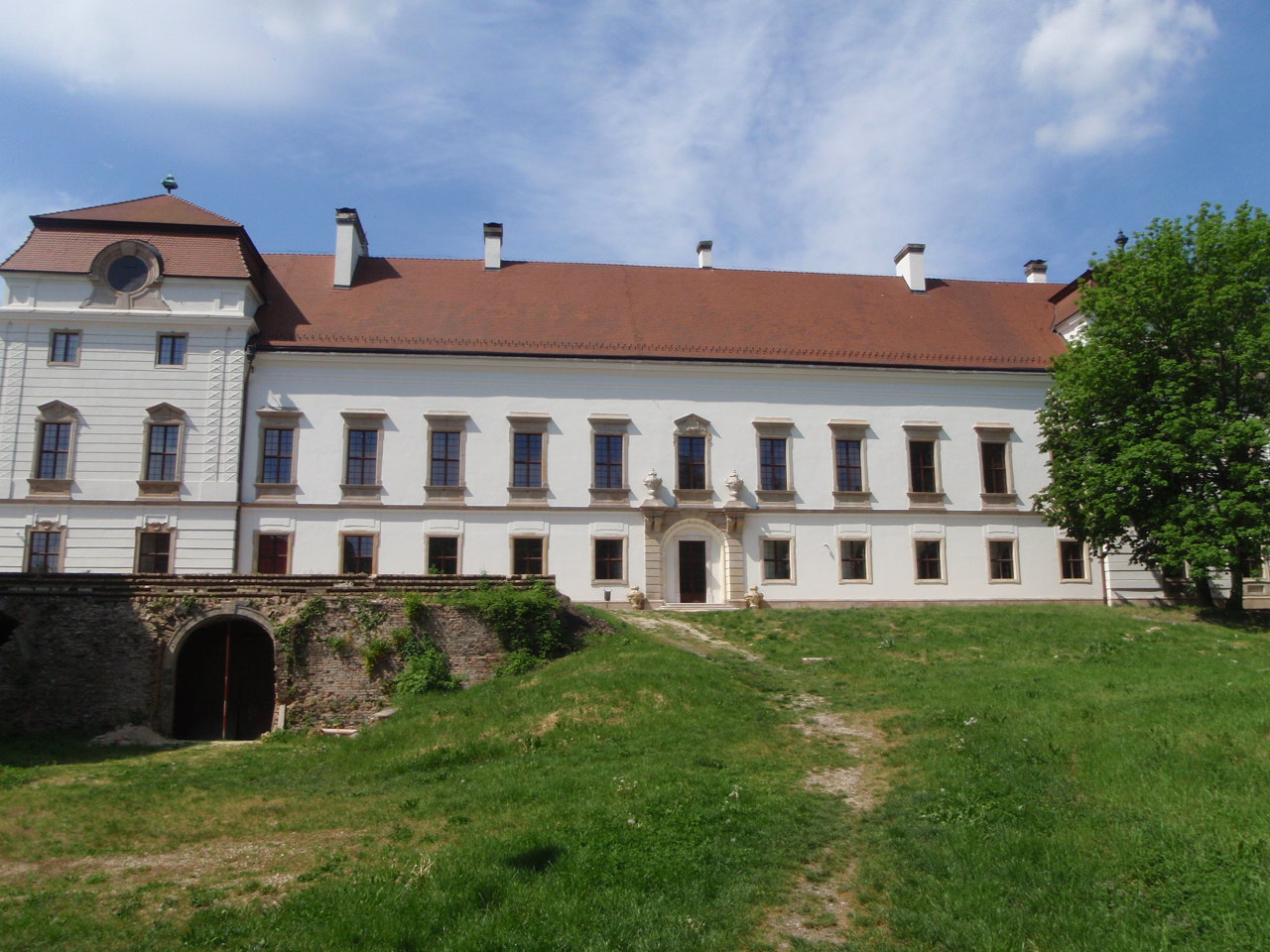
Keleti homlokzat
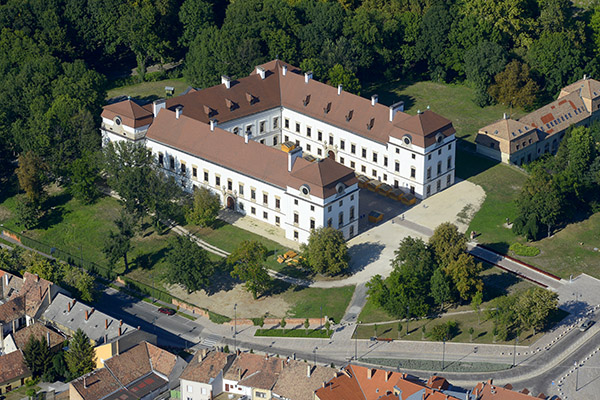
Kastély
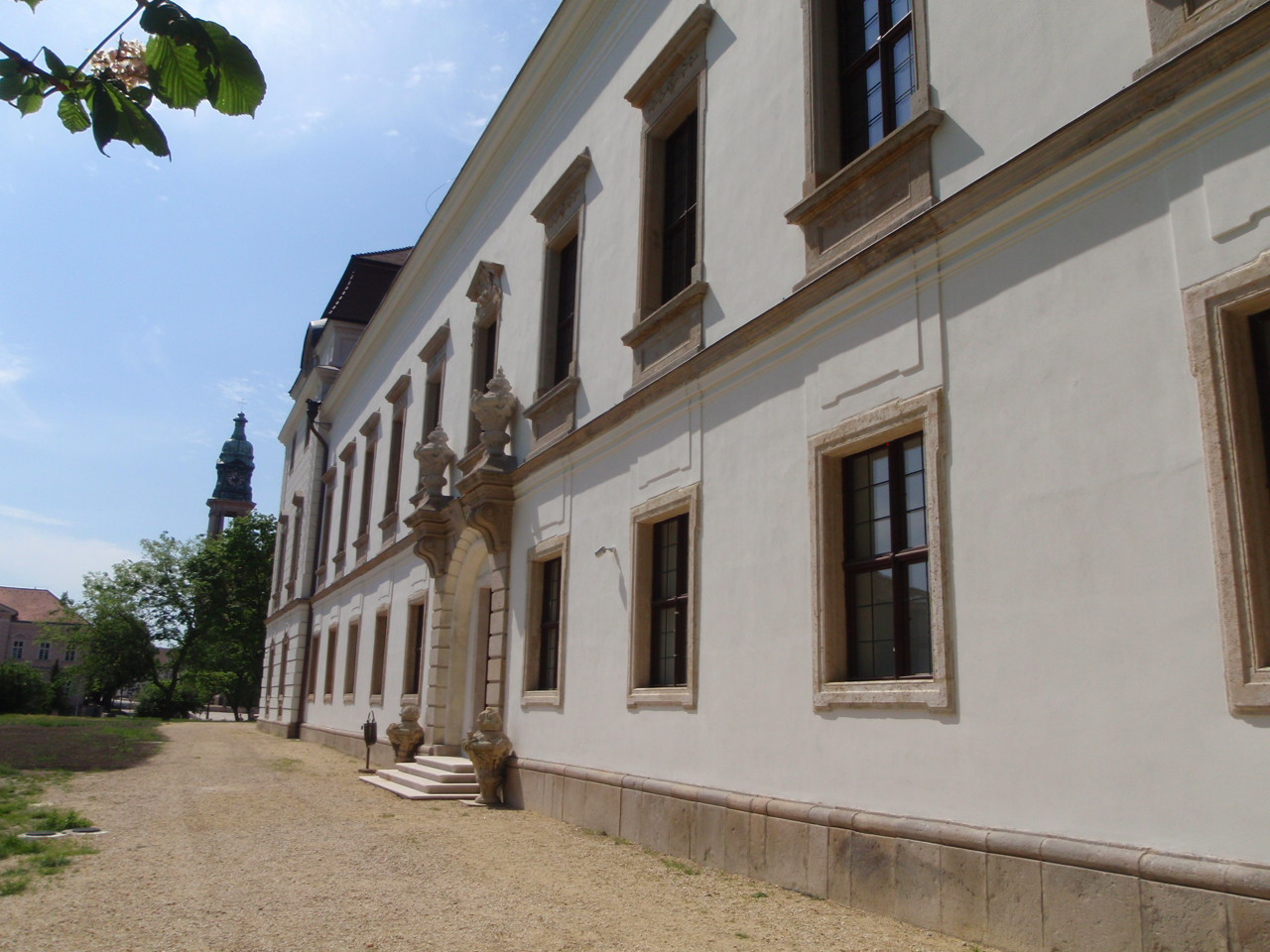
Esterházy-kastély főépülete, háttérben a Nagytemplom
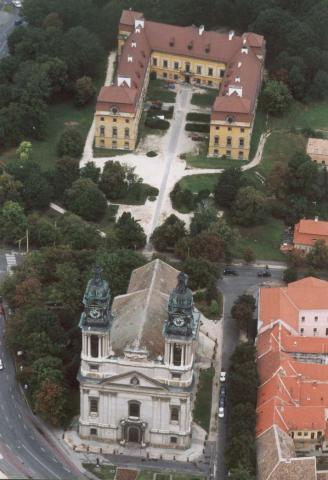
A Nagytemplom és kastély és a Fő tér 2007-ben
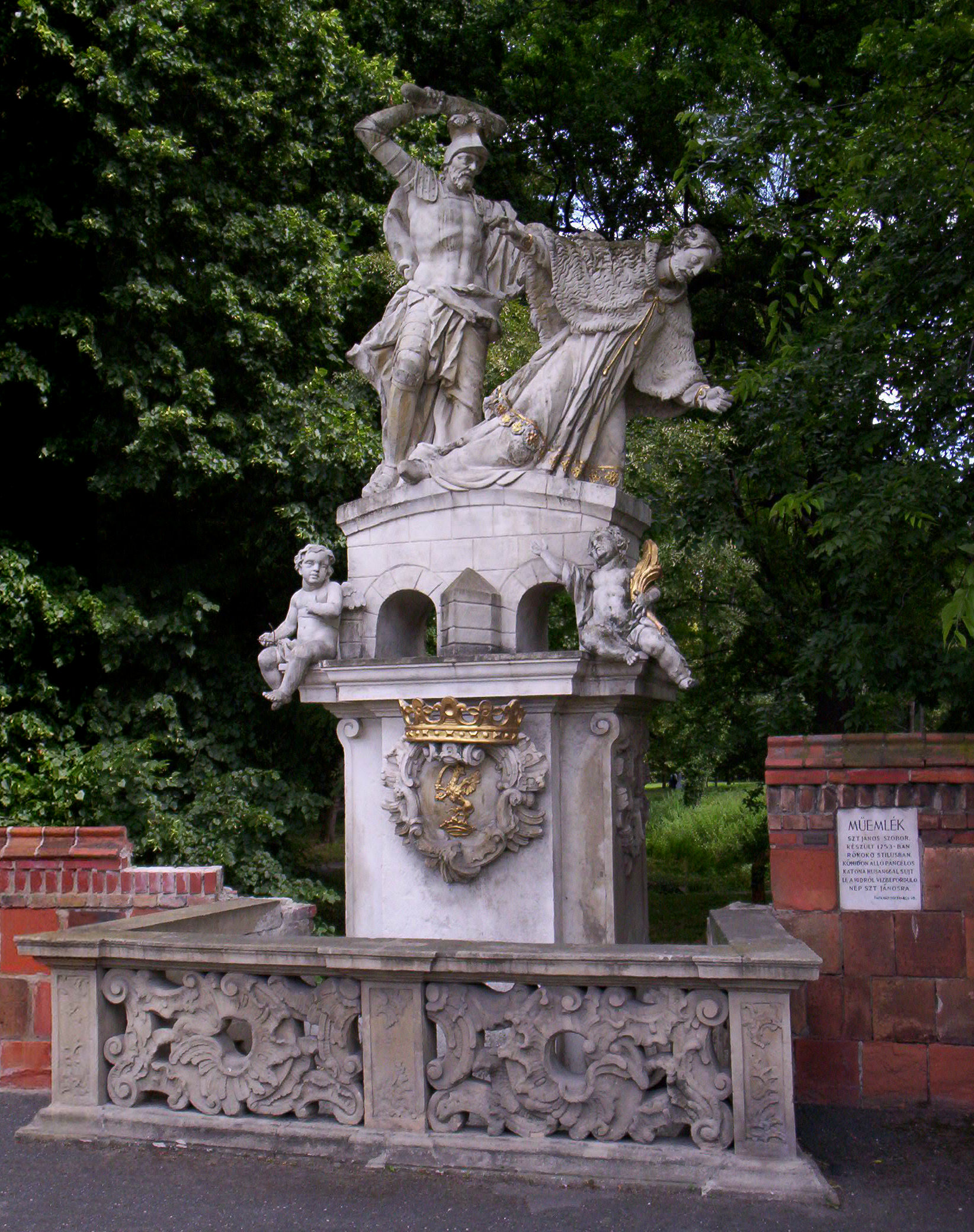
Nepomuki Szent János szobor a Várkert falában, a Szent István utcán (1753)
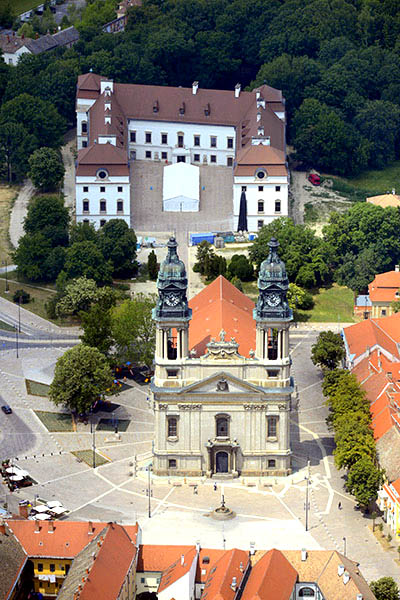
A Nagytemplom és a kastély 2014-ben